# ブラウンシュヴァイク

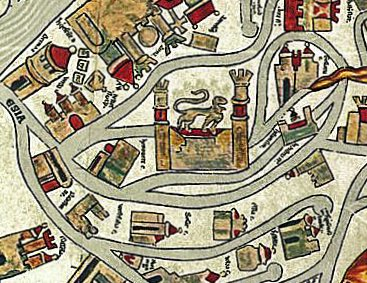
1300年頃のブラウンシュヴァイク。(マッパ・ムンディのひとつエプストルフの世界地図 より)

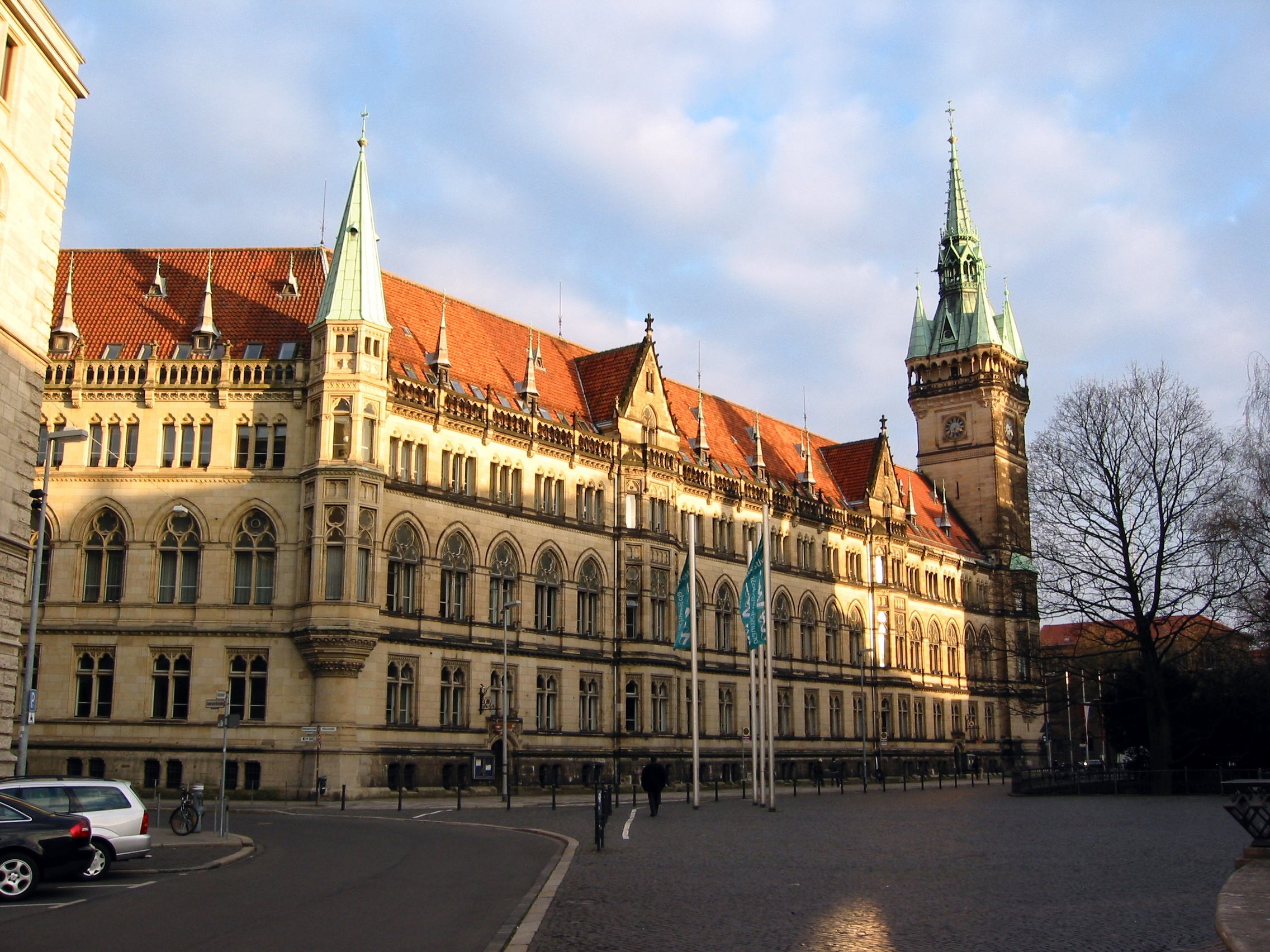
市庁舎

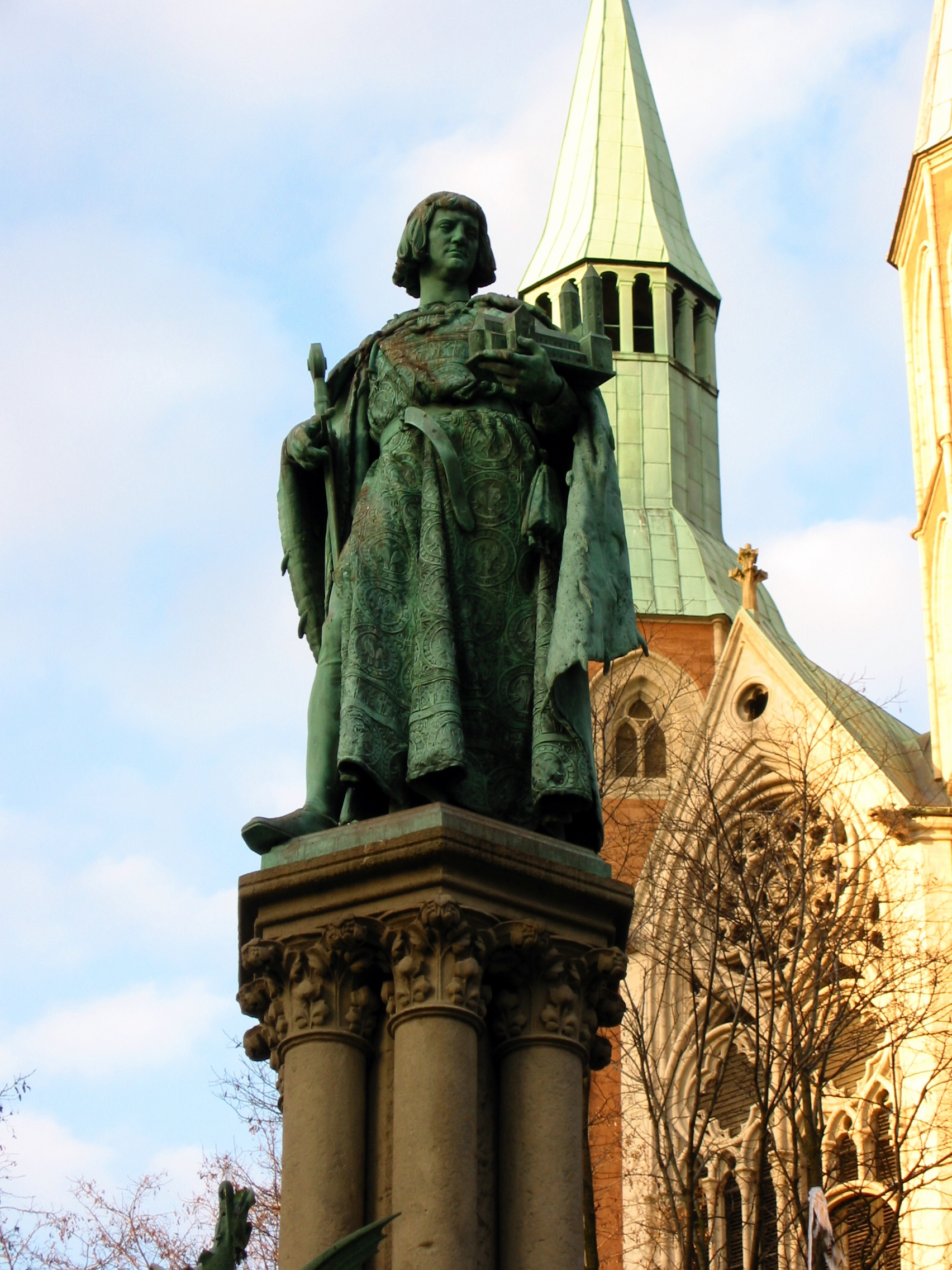
ハインリヒ獅子公

ブラウンシュヴァイク（独: Braunschweig, 英: Brunswick）は、ドイツの都市。ニーダーザクセン州の代表的都市であり、人口25万2,768人は同州において州都ハノーファーに次ぐ（2015年）。街の名前は「Brunoの村」の意味（Brunoはブルン1世を指す）。

## 地勢
ハルツ山地の北方に位置する。土地は肥沃であり農業が盛ん。交通の要衝でもあり、商工業も発展している。近隣の都市としては、約25キロほど北東に位置するヴォルフスブルク、40キロほど南西に位置するヒルデスハイム、55キロほど北西に位置するハノーファーなどが挙げられる。

## 歴史
ブラウンシュヴァイクの起源には明らかな記録はなく、伝承ではふたつの集落が合併して始まったという。ひとつは861年にオーカー川の片側にザクセン王ブルノ1世が開いたとされる集落、もう一つは伝説の貴族ダンクヴァルトが置いた集落という。ダンクヴァルターローデ城 (「ダンクヴァルト卿の開墾地」の城) は19世紀に再建された。
この都市は旧称をブルンズウィク (Brunswik) といい、人名のブルノと低地ドイツ語のウィク (Bruno + wik) の合成語である。ウィクとは商人が滞在したり物資を保管したりする場所を指すことから、オーカー川の渡し場として遠隔商人の定住に最良の場所を意味するという。また別の説は、森林を焼いて (ブラント) 開墾したという故事を引いている。
ブルンズウィクの名前が最初に現われるマグニ教会の文書は1031年に記された。今日、教会はマグニ地区の中心として、Altenwiekの旧Weichsel地区に建つ。
中世においては、神聖ローマ皇帝と争ったハインリヒ獅子公の拠点であった。ブラウンシュヴァイクはヒルデスハイムとマクデブルクをつなぐ東西に走る重要な街道と ゴスラルとリューネブルクをむすぶ南北に走る重要な街道の結節点に位置し、水上交通も利用できたので交通の要衝であった。1231年に発行されたAltstadtの市参事会文書には、金細工師のギルド（Gilde der Goldschmiede）への特権の付与が記されているが、この文書は初めて市参事会会員名が書かれ、市章が付されたものである。1250年には、ハンザ同盟に加盟している。「ハンザは構造の異なる経済地域の間を仲介することを、存在の基盤としていた」ので、「都市に固有な輸出手工業は二流の役割を演じていた」にすぎないのだが、例外の一つがブラウンシュヴァイクであった。「ブラウンシュヴァイクは通商ルートの上で一段と良好な位置を占めていたおかげで、鉱山都市ゴスラルで営まれていた銅を加工」し、真鍮を生産する「輸出手工業を引き寄せた」。1400年頃の人口は約17000人に達し、リューベックに次ぐ北ドイツ第2の大都市であった。15世紀には、帝国都市並みに帝国議会に招待されている。ハインリヒ獅子公の子孫が治めたブラウンシュヴァイク＝リューネブルク公国ではリューネブルクと並ぶ主要都市であり、13世紀より（15世紀から18世紀にかけての一時期を除き）ブラウンシュヴァイク＝ヴォルフェンビュッテル侯領そしてブラウンシュヴァイク公国の都となった。この間、他の諸都市に比べて長く自治権を保持してきたブラウンシュヴァイク市であったが、1671年には「近隣諸侯の軍隊の包囲を受けて」その自治権を失った。第一次世界大戦後はブラウンシュヴァイク自由州の州都であった。中世由来長く保存されてきた、きわめて多数の聖俗の建築物は一部を除いて1944年から 1945年にかけての空襲により破壊された。第二次世界大戦後、イギリスの占領統治を経てニーダーザクセン州に属することとなった。
阿部謹也は『ティル・オイレンシュピーゲルの愉快ないたずら』について、この民衆本を、15世紀・16世紀「当時の民衆の慣習やブラウンシュヴァイクの歴史上の事件を、ティルの伝記として構想された」書物として捉え、読者はこの民衆本の話と作者の生涯とをあわせて観察し、「さらに当時のブラウンシュヴァイクにおける社会諸階層の間の人間関係へと目を広げてゆく道が開かれる」と述べている。この民衆本の第19話では、ブラウンシュヴァイクに舞い戻り、パン屋でパン焼き職人と自称したオイレンシュピーゲルはフクロウと尾長猿の形のパンを焼いて親方から追い出されるが、「ブラウンシュヴァイク市にさえゆけばどんな珍しいものでも金にならないことはないということを聞いたことがあるぞ」と考え、聖ニコラウス祭りの前夜に教会の前に立ってパンを見事に完売している。

## 人口統計
ブラウンシュヴァイクの人口は25万2,768人（2015年）であり、25歳から34歳の若者にとってドイツの最も魅力的な20都市のひとつとされたことが若い住民の流入に結びついている。

### 宗教
2015年の統計によると、住民の半数に当たる12万6,379人がキリスト教以外の宗教の信者または無信心であった。キリスト教徒はプロテスタントが9万1,785人（36.3％）、ローマカトリック教徒3万4,604人（13.7％）である。また同統計により、ドイツ国籍を含む全住民のうち25.6％に当たる6万4,737人に移民出身という背景があること、その10.2％はドイツ国籍がないとわかる（2万5,676人）。
以下の表に国籍がドイツ以外の住民の人口をまとめた。
| 順位 | 国籍       | 人口（2022年） |
| ---- | ---------- | -------------- |
| 1    | トルコ     | 4,729          |
| 2    | ポーランド | 3,618          |
| 3    | ウクライナ | 2,096          |
| 4    | イタリア   | 1,532          |
| 5    | ルーマニア | 1,463          |
| 6    | ポルトガル | 1,335          |
| 7    | セルビア   | 1,308          |
| 8    | スペイン   | 1,283          |
| 9    | ギリシャ   | 1,185          |
| 10   | シリア     | 1,031          |

## 交通網

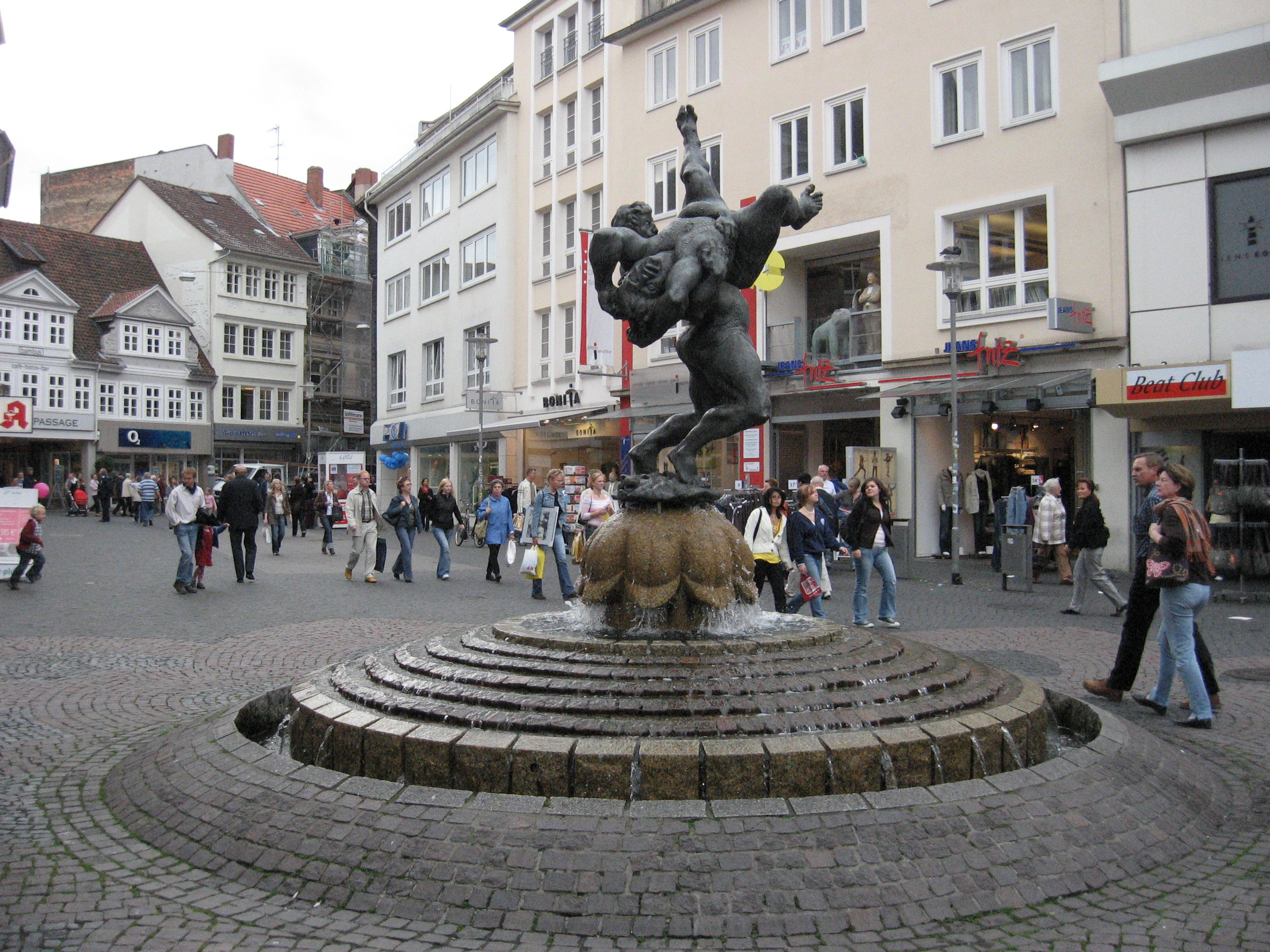
旧市内の中心部は車両の進入を禁じた歩行者専用ゾーンに指定 (リンガー噴水 Ringerbrunnen)

### 道路網

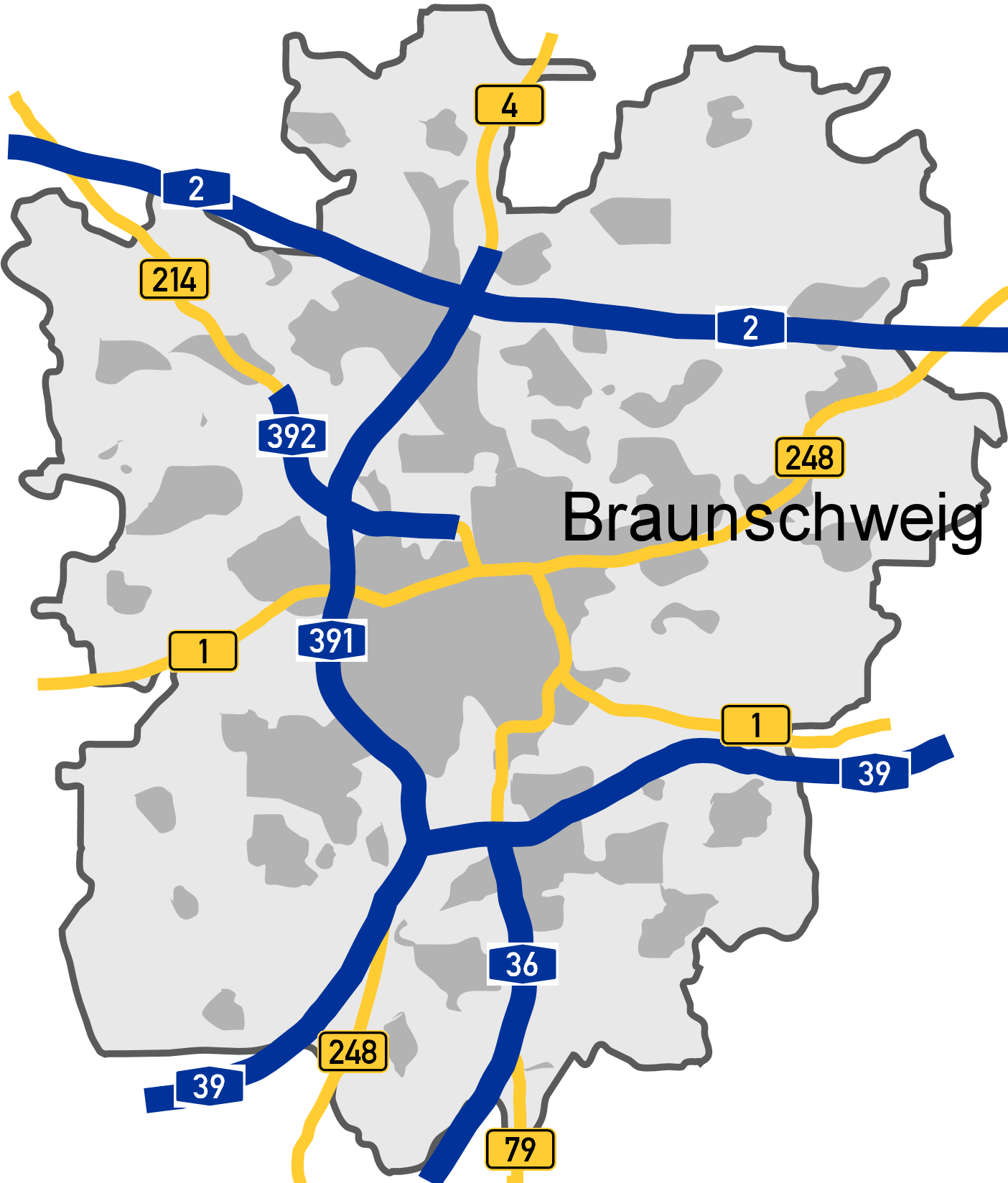
ブラウンシュヴァイクの高速道路と国道

高速道路が2系統通り、A2号線はベルリン—ハノーファー—ドルトムンドを、A39号線はザルツギッター—ヴォルフスブルクを結んでいる。市道は第二次世界大戦後、自動車の普及を予測して整備され、おおむね道幅は広い。市内に数箇所、カープールが設けられた。
市内の移動を自転車で済ませる市民は多い。車道と歩道に挟まれた自転車専用車線がくまなく張り巡らされ、鉄道に乗り換えるにはブラウンシュヴァイク中央駅の広い自転車駐輪場を利用する。

### 鉄道
ブラウンシュヴァイク中央駅はフランクフルトとベルリンを結ぶドイツ国鉄幹線の駅である。発着本数は多く、ローカル線のほか都市急行線、超特急列車のICEが停車する。

### 路面電車、バス

乗合馬車の区間図

路面電車は総運行距離39.6km (敷設距離合計51km)、手ごろな運賃で利用できる市民の足であり、その75パーセントが複線である。共同運航の路面電車とバスの1日券が利用でき、またホテルと契約して宿泊期間は乗り放題の乗車券を発行する。運行開始は1897年、主な交通手段であった乗合馬車のシステムから近代化と整備を続けたのち、1960年代以降は自動車交通の混雑対策が優先されて区間の縮小と路線廃止が進む。
1990年代には近郊と都心部を結ぶ路面電車と国鉄の連携を目指す「地域ライトレール」計画 ("RegioStadtbahn") が立ち上がる。するとヨーロッパの鉄道あるいは路面電車には珍しい1,100 mm 軌道に国鉄車両の乗り入れ (標準規格1,435 mm) を想定、いくつかの区間で第三のレールの敷設を進めながら、平行して低床車両を導入してきたのである。2007年には3.2 km 延伸。しかし都市計画を担当するブラウンシュヴァイク地域協議会 (ドイツ語版) は2010年、計画の凍結を発表した。
運行会社のブラウンシュヴァイク路面電車会社 Braunschweiger Verkehrs-AG は路面電車5系統に加え、バスの便も走らせている。

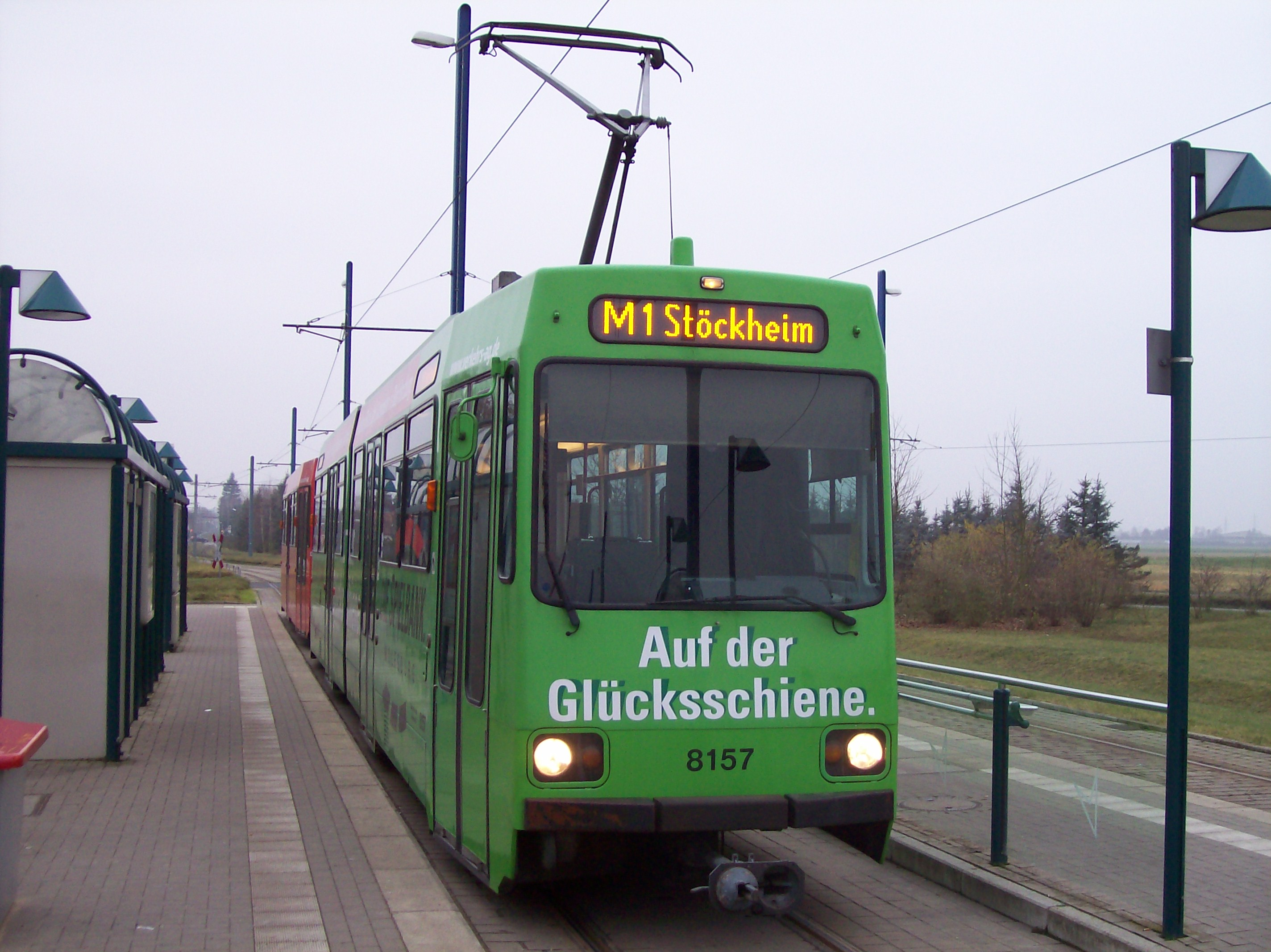
路面電車の1番

| 系統 | 始点                                                                | 終点                                                                       |
| ---- | ------------------------------------------------------------------- | -------------------------------------------------------------------------- |
| 1    | シュトックハイム Stöckheim (ドイツ語版) (市の最南部)                | ヴェンデン-ハイデブリック Wenden-Heideblick (ドイツ語版) (市の最北部)      |
| 2    | ハイトベルク Heidberg (ドイツ語版) (市の南部)                       | ジークフリートフィアテル Siegfriedviertel (ドイツ語版) (市の東部)          |
| 3    | ヴェストシュタット・ヴェッサー通り Weststadt Weserstraße (市の西部) | フォルクマローデ Volkmarode (ドイツ語版) (市の北東部)                      |
| 4    | ヘルムステッター通り Helmstedter Straße (市の東部)                  | ラーデクリント Radeklint (ドイツ語版) (旧市街の北西部)                     |
| 5    | ブロイツェム Broitzem (英語版) (市の南西部)                         | ブラウンシュヴァイク中央駅 Braunschweig Hauptbahnhof (英語版) (市の南東部) |

### 空港
ブラウンシュヴァイク・ヴォルクスブルク空港 (IATA: BWE, ICAO: EDVE、通称ブラウンシュヴァイク空港) は市の北、ハノーファーとマグデブルクの中間に位置する。1930年代に建設されたドイツ空軍の施設に始まり、またドイツのグライダーの本拠地である。52°19′N 10°33′E / 52.317°N 10.550°E。標高90 m。
この空港にはドイツ連邦航空局 (英語版)が中枢部を構え、また地元のブラウンシュヴァイク工科大学(英語版) (TU Braunschweig (ドイツ語版)) は航空宇宙科学研究所の研究施設を置いている。

### 港湾
ブラウンシュヴァイクでは川を使った水運が発達し、引き込み線を使った水運と鉄道輸送との連携により近隣の工業地帯 Hansestrasse および Heesfeld との流通を支えている。貨物取扱量は年間77万8,445t (船荷)、港と連携する輸送手段の内訳は鉄道3万8,073t、トラック6万2,633TEUである（2016年）。
旧ハンザ同盟都市として何世紀にもわたり流通の要を務めたブラウンシュヴァイクは、オーカー川とアラー川、ヴェーザー川を結ぶ水運の活用に努めてきた。西暦1000年には市街地を流れるオーカー川に川港が開かれて貨物の積み下ろしと輸送の拠点があったとされ、1227年の文書にはブラウンシュヴァイクとブレーメンを行き来する水運が述べてある。しかしその後、国内の政情不安や1764年の河川をめぐる争いが原因で、川港としては徐々に廃れていく。20世紀に入り、ライン川とヴェーザー川、エルベ川を結ぶミッテルラント運河 (Mittelland Canal (英語版))の掘削が計画されると、特にブラウンシュヴァイクでは大きな関心を集めた。
ミッテルラント運河と高速道路のベルリン–ドルトムント線がまじわる市の北部に、1930〜1933年にかけて港湾施設が置かれる。ただし、1938年にマクデブルク近郊まで運河が完成する以前、ブラウンシュヴァイクで荷受された貨物はドイツ国内西部への輸送に限られていた。1945年の敗戦後も港湾の機能は損なわれず、むしろ戦後の復興によって取扱量は拡大する。

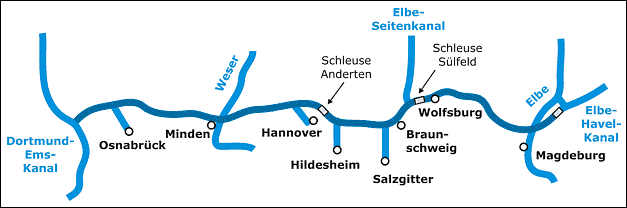
ミッテルラント運河 (2003)

1964年、大型船舶の航行を受け入れるためにミッテルラント運河の拡張工事が始まると、ブラウンシュヴァイク港でも1970年代に平行して港湾2箇所を拡張する。それぞれ幅20m、深さ4mで長さは300mと100mであり、2001年には総面積3万3,000m2の近代的なコンテナターミナルが完成、船着場とその周辺もそれぞれ現在の長さに拡張した。運河の拡張工事の完成は2004年、エルベ川とはマグデブルク郊外の Wassersstraßenkreuz (運河ジャンクション) で接続する。
東ドイツとの国境が1989年に開かれるまで、エルベ川の水位に合わせる閘門を管理するブラウンシュヴァイクはベルリンへ向かう東西ドイツの水運を一手に引き受ける国境の貿易港であった。しかしながら東西合併により重要拠点の地位は失われ、港にあった船会社および倉庫会社も減少。そこで港湾局を再編して公社化 (Hafenbetriebsgesellschaft Braunschweig mbH の創設)、現在はインフラとしての港湾機能を管理しつつ物流サービスまで一括して運営、鉄道引込み線を活用してヨーロッパ各地と港を結んでいる。

## 経済
2015年、ドイツの週刊経済誌『ヴィルトシャフツヴォヘ』は、 ブラウンシュヴァイクをドイツにおいて最もダイナミックな経済空間の一つとして挙げた。
ブラウンシュヴァイクはドイツ北部の工業化の中心の一つであった。19世紀と20世紀初頭、缶詰と鉄道産業、砂糖生産がブラウンシュヴァイクの経済で非常に重要であったが、自動車産業といったその他の分野がそのうちより重要となり、特に缶詰産業は第二次世界大戦後に市から消え始めた。かつて存在したトラック・バス製造会社ビュッシングの本社はブラウンシュヴァイクにあった。現在はフォルクスワーゲン、シーメンス、ボンバルディア・トランスポーテーション、ボッシュなどの工場がある。
ファッションレーベル NewYorker、出版社ヴェスターマン・フェルラーク、ノルトツッカー、フォルクスワーゲン・ファイナンス・サービス、フォルクスワーゲン銀行はブラウンシュヴァイクに本社がある。フォクトレンダーとローライはブラウンシュヴァイクに本社を置いていた。
1980年代と1990年初頭、コンピュータ企業アタリとコモドールが開発生産部門を置いていた。
ブラウンシュヴァイクは高品質のピアノで世界的に有名な2つのピアノ会社シンメルとグロトリアン・シュタインヴェークの発祥の地である。どちらの会社も19世紀に創業された。加えて、サントベルク・ギターズもブラウンシュヴァイクに拠点を置いている。

## 学術・文化
数学者カール・フリードリヒ・ガウスの出身地としても知られるブラウンシュヴァイクは、1989年に数学オリンピックを開催。また、ドイツ最古かつ、ヨーロッパで2番目に古い工科大学（Technische Hochschule）である名門のブラウンシュヴァイク工科大学 (現在の名称TU Braunschweig= Technische Universität Braunschweig) を擁する。
最も重要な博物館はアントン・ウルリヒ公博物館（Herzog Anton Ulrich-Museum）である。ドイツ最古の博物館であり、一般公開の博物館としては世界で3番目に古いものである。レンブラント 、ルーカス・クラーナハ、ジョルジョーネ、フェルメール（「ワイングラスを持つ娘」）等の作品や、ドイツ中世最大のミンネゼンガー ヴァルター・フォン・デア・フォーゲルヴァイデ が奉仕したことのある神聖ローマ帝国皇帝オットー4世ゆかりの品々などを所蔵する。
また、歴史博物館のブラウンシュヴァイク市立博物館（de:Städtisches Museum (Braunschweig)）も魅力的で、同市の芸術・文化の歴史に関する27万点を超える文物を所蔵している。
「詩的リアリズム」の作家と言われるヴィルヘルム・ラーベ （1831-1910）は1870年以降亡くなるまでこの地に住み創作に没頭した 。

## スポーツ

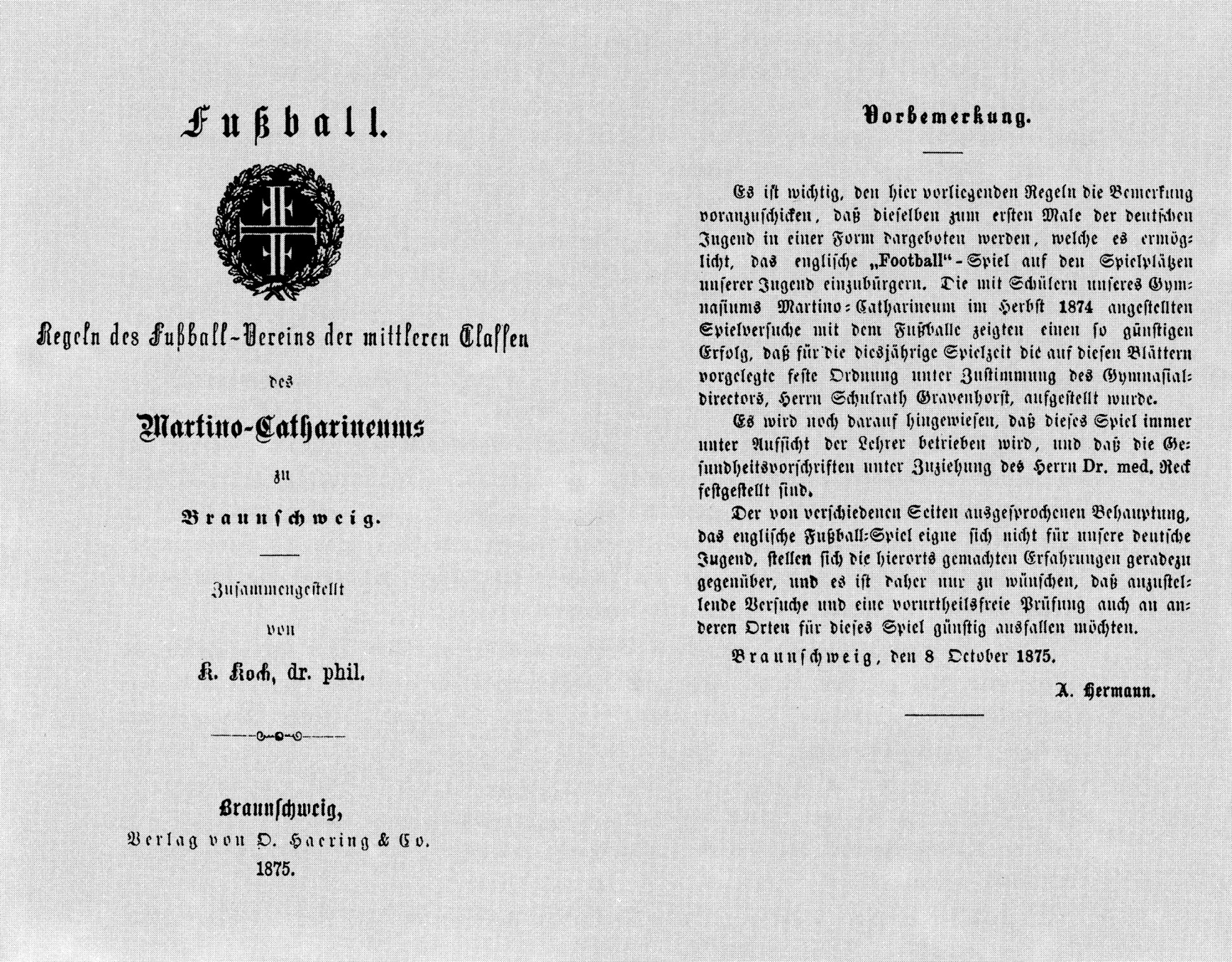
ドイツ初のサッカー競技規則 (ウィルヘルム・コッホ訳)

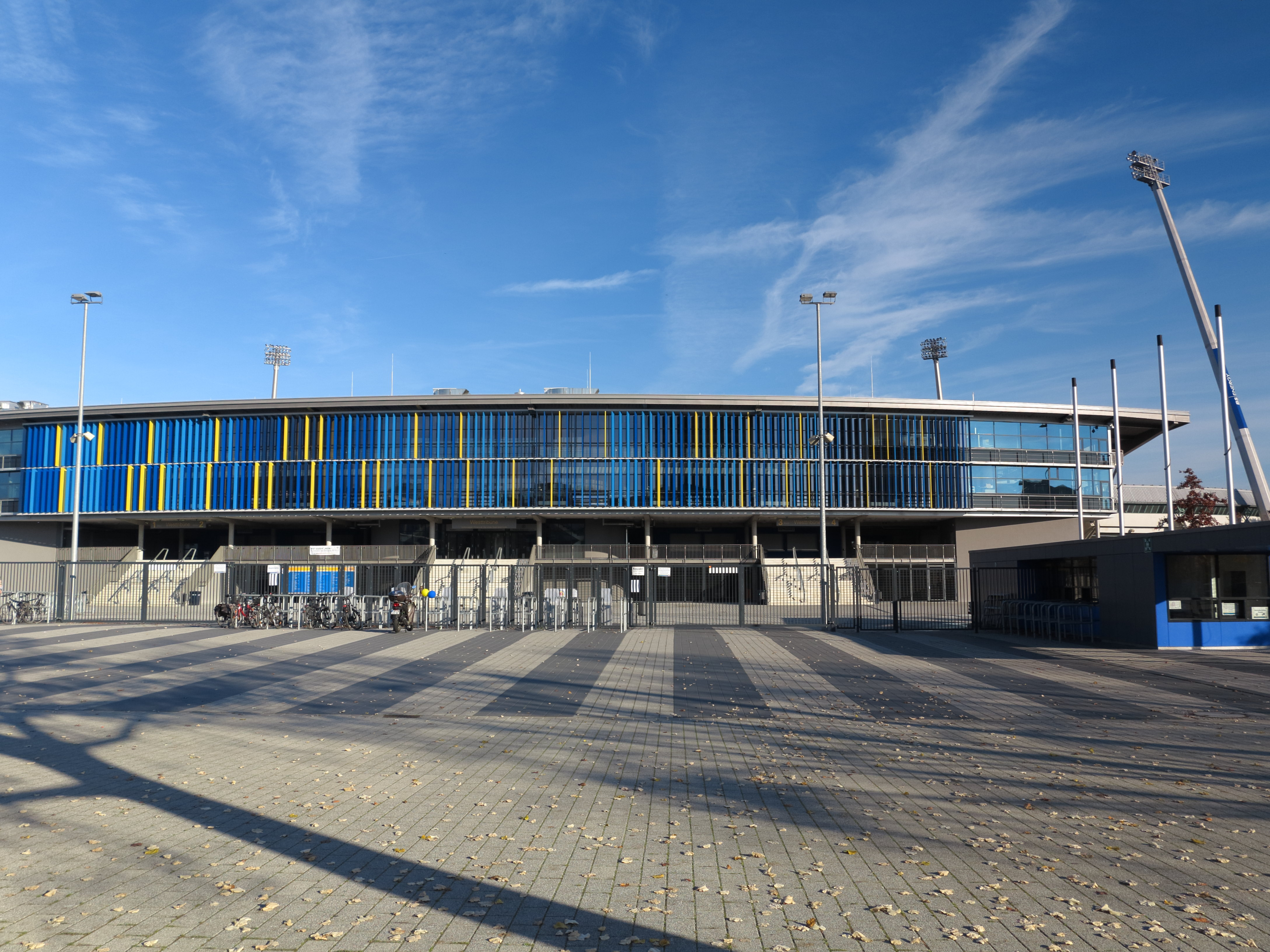
アイントラハト・スタディオン競技場

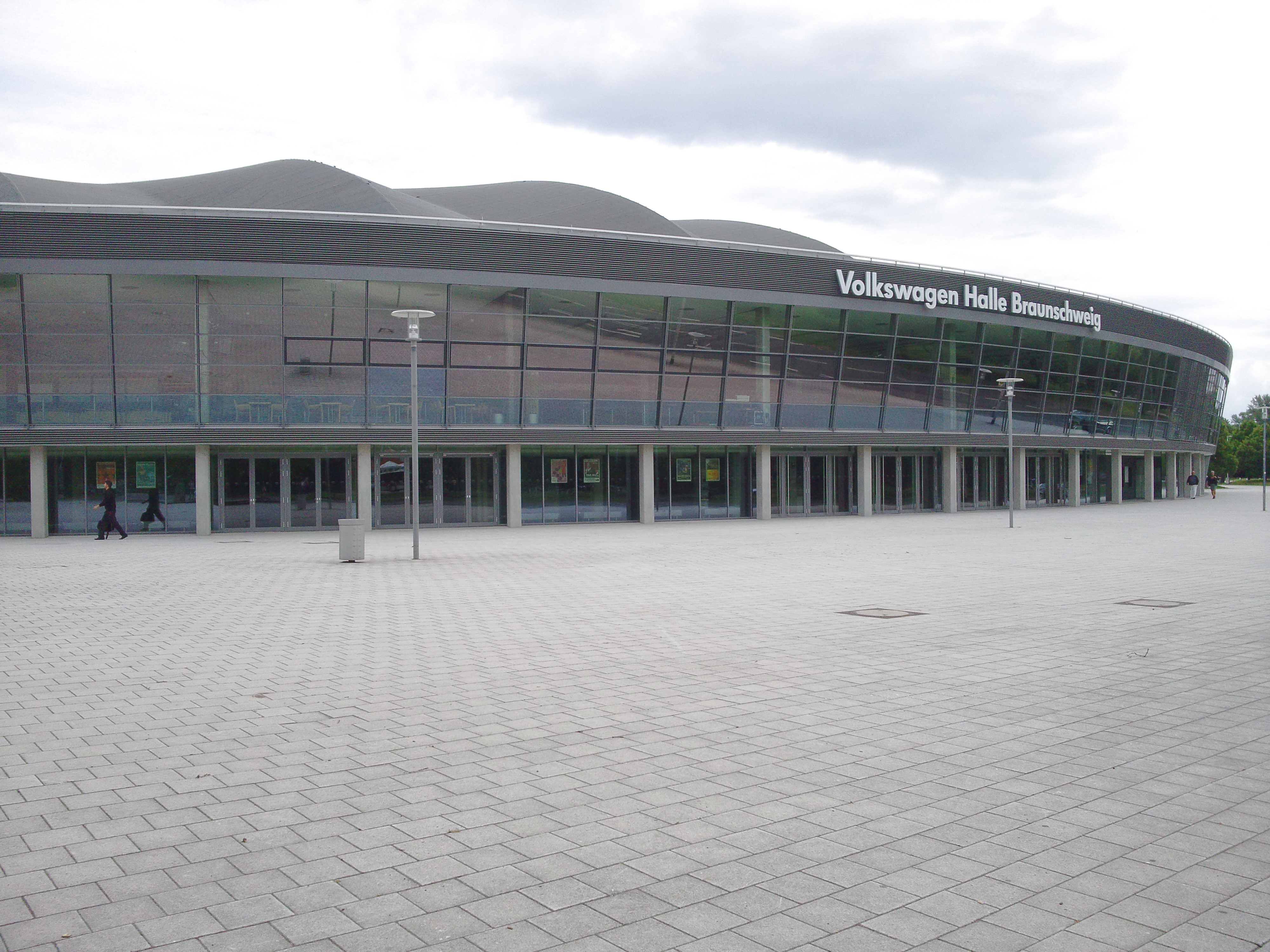
フォルクスワーゲン・ハーレ室内競技場

ブラウンシュヴァイクには、それぞれの種目でドイツ初のスポーツクラブが複数あり、そのひとつがサッカークラブで1895年設立のアイントラハト・ブラウンシュヴァイクである。ハンドボールの MTV ブラウンシュヴァイクは市内最古のスポーツクラブで（創立1847年）、セミプロフェッショナル・リーグ3部所属。
アイントラハト・ブラウンシュヴァイクはサッカー・ブンデスリーガ創設時のチームのひとつで、1967年には鉄壁の守備でリーグ優勝を成し遂げた（この際、当時の最小失点記録を樹立）。1988年には元サッカー日本代表の風間八宏も在籍していた。しかしその後は低迷を続け、2004年から2005年の地域リーグでは好成績を維持、同州のオスナブリュックなどとの昇格争いを経て2部への復帰を果たした。ブンデスリーガ2部と地域リーグ（3部）の入れ替え戦をたびたび迎えながら厚いファン層に支えられている。
このクラブはいくつもの有力な競技チームを育てており、フィールドホッケーの女子チームは1965–1978年の間に9回全国優勝を達成。アイスホッケー、フィールドハンドボール、水球でも全国1、2の強豪チームを擁してきた。本拠はアイントラハト・スタディオン競技場(英語版) に置く。
国内初のサッカーの試合が1874年にこの都市で開かれたというエピソードは、2011年、ドイツで映画化された。イギリス帰りの教師ウィルヘルム・カール・ヨーハン・コンラート・コッホ (英語版) がサッカー競技規則をドイツ語に訳して、自分が教えるギムナジウムの生徒たちに対戦させたのが始まりとされている。
2000年からフォルクスワーゲン・ハーレ室内競技場 (英語版) を本拠地とするバスケットボール・ロウエン・ブラウンシュヴァイク (英語版)は、国内プロバスケットボールリーグ1部の「バスケットボール・ブンデスリーガ」に所属する。

## 姉妹都市
- バンドン、インドネシア 1960年より
- ニーム、フランス 1962年より
- バース、イギリス 1971年より
- スース、チュニジア 1980年より
- en:Qiryat Tivon、イスラエル 1985年より
- マクデブルク、ドイツ 1987年より
- カザン、ロシア 1988年より
- オマハ、アメリカ合衆国 1992年より
- 珠海市、中華人民共和国 2011年より

## 当地に因む地名

カナダのニューブランズウィック州の旗

カナダなど世界の旧イギリス領植民地の国々に「ブランズウィック」という地名がある。ドイツのブラウンシュヴァイク市の旧称「ブルンズウィク」 (Brunswik) から発音を引き継いだもので、18世紀からイギリスを治めたハノーヴァー朝がドイツのブラウンシュヴァイク＝リューネブルク家の流れを汲むことから来ている。
アメリカ合衆国
- ブランズウィック市 (オハイオ州) （英語）
- ブランズウィック市 (ジョージア州)
- ブランズウィック郡 (ノースカロライナ州)
- ブランズウィック郡 (バージニア州)
- ブランズウィック町 (メイン州)

イギリス
- ブランズウィック (ブライトン・アンド・ホヴ) （英語）

オーストラリア
- ブランズウィック (メルボルン市) （英語）

スロベニア
- ブルンスウィク (シュタイエルスカ地方) （スロベニア語）

チリ
- ブルンスウィック半島

「新ブラウンシュヴァイク」を意味する地名もある。
- ニューブランズウィック州 (カナダ)
- ニューブランズウィック市 (インディアナ州) （英語）
- ニューブランズウィック市 (ニュージャージー州)

## 注
1. ↑  ブラウンシュヴァイクの鉄道馬車事業を主導したイギリス人技師ジェームズ・レスリー・ウェイカーが1,100 mm 軌道を採用。当時、ロンドンの鉄道馬車の規格を採用した[17][18]。
2. ↑  1970年代に建築した2箇所の船着場の港湾設備は35t用クレーンを含み、コンテナブリッジの重量制限は50t。液体貨物用荷揚げ設備、鉱物油用ポンプ設備を配置した[29]。
3. ↑  総面積:63ha。船着場＝パラレルポート1：全長550m、全幅70m、水深3.5m。パラレルポート2：全長100m、全幅20m、水深4.0m。コンテナターミナル：全長500m、全幅20m、水深4.0m。鉄道引込み線：35,000m2。重量荷物取扱区域：のべ15km。トラックヤード：2.500m2。トラックの規格：60t[30]。
4. ↑  実際に1875年に発表された最初のドイツ版競技規則はラグビーの形式を残しており、ドイツでフットボール・アソシエーションの競技規則が普及するのは1900年以降[41]。